# En magisk tanke
En magisk tanke är ett musikalbum av Hästpojken, utgivet den 11 mars 2013. Både den första singeln "Samma himlar" och den andra "Sommarvin" spelades flitigt i Sveriges Radio under sommaren.

## Låtlista
1. "Sommarvin"
2. "Cruisers"
3. "Samma himlar"
4. "Något stort för dig"
5. "Brinner"
6. "Huset vid ån"
7. "Olskrogen stomp"
8. "Imperial"
9. "Noll igen"